# 震澤小片

## 概況
震澤小片位于中国长三角的苏州、上海、湖州、嘉兴交界处，被吳語浙太片蘇滬嘉小片、苕溪小片乃至毗陵小片包围。与苏沪嘉小片、苕溪小片能够流畅互通。語音情況複雜，有自己的獨特性和內部一致性。來自古震澤地區（太湖）吳語。人口240萬，面積3000平方千米。

## 特征
震泽小片重要特征：
1，有送气调，一般至少有9个声调。即次清字声调随浊音字，有别于全清字。次清平一般不独立。这点在整个吴语里都比较独特。
2，效摄元音为后半开元音，为[ɔ]或[ʌ]。和苏州的[ɐ]或[æ]不同。
3，流摄一等、三等元音音值都为[ʏ]或[øʏ]，不能很好地区分有无介音的情况。如“楼[lʏ]”和“流[lʏ]”无异。这与苏州的楼、流有别不同，和苕溪小片西部、南部等也均不同。
4，撮口不完整，但較之苕溪小片豐富。

常见特征：
1，“南”的元音有读[ᴇ]的情況。
2，传统上分尖团，但尖团分合混乱，合流较快。
3，流摄三等或有白读存留。
4，分斯书。
5，有浊塞擦音[dz]。
6，第一人称多为ngu或ng，第二人称多为neu或n。
7，“家”的元音较后，为[ᴀ]或[ɒ]，接近“党”的元音而不是“打”的元音。

## 地域分布
震泽小片位于江苏、浙江、上海交界处。包括吴江、苏州西南部分岛屿、嘉兴北部部分乡镇、湖州东部部分乡镇、桐乡北部。
判斷為震澤小片，有別周邊小片的比較明顯的判据主要有5個。
1，有送氣調。有別于周邊所有吳語。
2，流攝一三等元音為圓脣元音。有別於毗鄰、蘇滬嘉。
3，“南”的元音為不典型的圓脣元音，且元音無嚴重高化。有別於蘇滬嘉。
4，不严格区分尖团。有别于苕溪。
5，有不豐富的濁塞擦音，这些浊塞擦音来自翘舌字。有别于苏沪嘉、苕溪。

### 内部差异

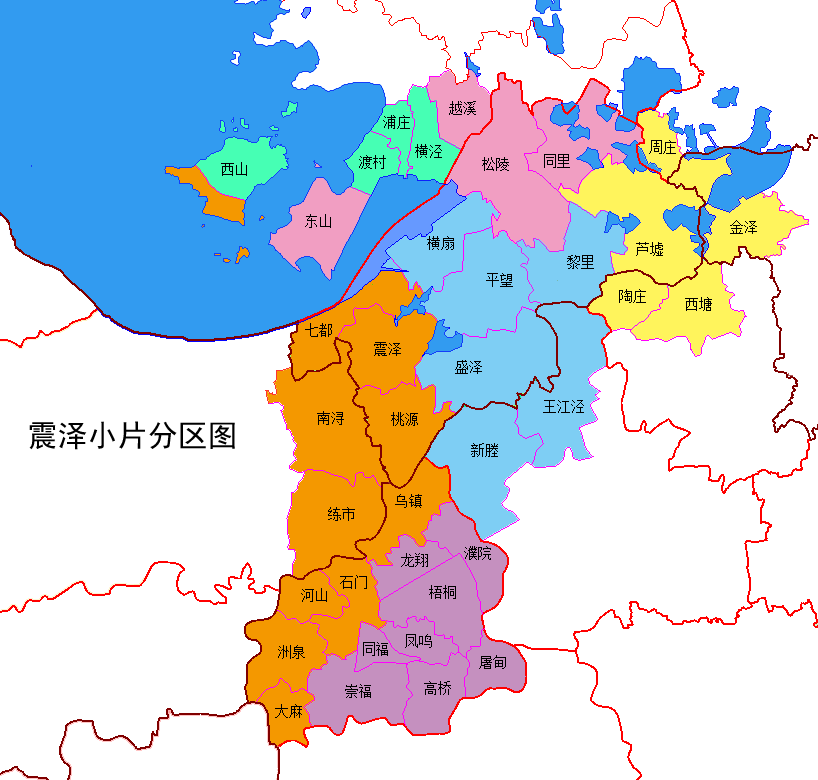
震泽小片分佈

震泽小片有内部差异，大致可按语音情况分为5个片区。
【中片】。包括松陵、同里、平望、黎里、西山等镇。有完整的送气调，有浊塞擦音[dz]，分尖团，分斯书。
【西片】。包括七都、震泽、桃源、乌镇、等镇。有不典型的送气调，有浊塞擦音[dz]，不严格分尖团或尖团合流严重，不明显分斯书。
【东片】。包括芦墟、周庄等镇。有送气调，无浊塞擦音[dz]，分尖团，分斯书。
【湖东片】。包括东山、渡村、浦庄、横泾、越溪等镇。有不典型的送气调，有浊塞擦音[dz]，分尖团，分斯书。
【桐北片】。包括濮院、龙翔、梧桐等镇。有微弱的送气调，有浊塞擦音[dz]，尖团合流严重，不明显分斯书。
按照上圖分區的列出表格：
| 片區╲項目 | 送氣調 | 流攝元音 | 南的元音 | 尖團 | 流三白讀 | 斯書 | 濁塞擦音 |
| 中片      | 有     | [øʏ]     | [ɵ]      | 分   | 或有     | 分   | 有       |
| 西片      | 弱     | [ʏ]      | [ᴇ]      | 弱分 | 有       | 不分 | 有       |
| 東片      | 有     | [əʉ]     | [ø]      | 分   | 無       | 分   | 弱       |
| 湖东片    | 有     | [œʏ]     | [ø]      | 分   | 無       | 分   | 弱       |
| 桐北片    | 弱     | [ʏ]      | [ɵ]/[ᴇ]  | 弱分 | 有       | 弱分 | 有       |

### 人口
|                  | 中片 | 西片 | 東片 | 湖東片 | 桐北片 |
| 人口（萬）       | 105  | 55   | 35   | 19     | 23     |
| 面積（平方千米） | 1253 | 728  | 421  | 254    | 164    |

## 語音情況
以吳江鄉鎮為例
| 鎮╲項目 | 聲母數量 | 韻母數量 | 陽上去分合 | 次濁調獨立 | 有無[ʑ] |
| 松陵    | 27       | 43       | 分         | 否         | 無      |
| 同里    | 26       | 42       | 合         | 否         | 無      |
| 平望    | 27       | 43       | 分         | 是         | 無      |
| 黎里    | 27       | 43       | 分         | 是         | 無      |
| 蘆墟    | 26       | 43       | 合         | 否         | 無      |
| 盛澤    | 27       | 43       | 合         | 否         | 無      |
| 震澤    | 27       | 40       | 合         | 否         | 無      |
| 桃源    | 28       | 41       | 合         | 否         | 有      |
| 七都    | 27       | 37       | 合         | 否         | 無      |